# Анохин, Пётр Кузьмич
Пётр Кузьми́ч Ано́хин (14 (26) января 1898 года, Царицын — 5 марта 1974 года, Москва) — советский физиолог, создатель теории функциональных систем, академик АМН СССР (1945) и АН СССР (1966), лауреат Ленинской премии (1972).

## Биография
Родился в семье железнодорожника.
В 1913 году окончил высшее начальное училище. Чтобы помочь семье, поступил конторщиком на железную дорогу, а затем сдал экзамены на должность почтово-телеграфного чиновника. В этот же период экстерном сдал экзамены за шесть классов реального училища и осенью 1915 года поступил в Новочеркасское землемерно-агрономическое училище. В январе 1918 году окончил училище, получив диплом и звание землемера-таксатора.
Участвовал в Гражданской войне.
В первые годы советской власти — комиссар по печати и главный редактор газеты «Красный Дон» в Новочеркасске. Случайная встреча с А. В. Луначарским, объезжавшим в этот период с агитпоездом войска Южного фронта, и беседа о желании заняться изучением мозга, чтобы «понять материальные механизмы человеческой души» становится знаковой в судьбе Анохина.
К осени 1921 года он получает вызов в Петроград и направление на учёбу в Ленинградский государственный институт медицинских знаний (ГИМЗ), которым руководил В. М. Бехтерев. Уже на 1-м курсе под его руководством проводит первую научную работу «Влияние мажорных и минорных колебаний звуков на возбуждение и торможение в коре головного мозга».
Прослушав ряд лекций И. П. Павлова в Военно-медицинской академии, поступает работать в его лабораторию (1922).
По окончании в 1926 году ГИМЗа избирается по конкурсу на должность старшего ассистента кафедры физиологии Ленинградского зоотехнического института (с 1929 г. — доцент). Продолжая работать в лаборатории И. П. Павлова, ученый выполнил на кафедре института ряд исследований по изучению кровообращения головного мозга и влиянию ацетилхолина на сосудистую и секреторную функции слюнной железы.
В 1930 году П. К. Анохина, рекомендованного на конкурс И. П. Павловым, избирают заведующим кафедры физиологии медицинского факультета Нижегородского университета. После выделения в том же году факультета из состава университета и образования на его базе медицинского института он одновременно руководит кафедрами физиологии там и на биологическом факультете Нижегородского университета.
В этот период предложил принципиально новые методы изучения условных рефлексов: секреторно-двигательный метод, а также оригинальный метод с внезапной подменой безусловного подкрепления, позволивший П. К. Анохину прийти к заключению о формировании в центральной нервной системе специального аппарата, в котором заложены параметры будущего подкрепления («заготовленное возбуждение»). Позже этот аппарат получил название «акцептор результата действия» (1955).
В 1935 году П. К. Анохиным вводится понятие «санкционирующая афферентация» (с 1952 г. — «обратная афферентация»; позже, в кибернетике, — «обратная связь»).
Тогда же, в предисловии к коллективной монографии «Проблемы центра и периферии в физиологии нервной деятельности», П. К. Анохин даёт первое определение функциональной системы.
«В этот период моей жизни, — писал он позже в автобиографии, — когда я был уже профессором, и родилась концепция, которая на всю жизнь определила мои научно-исследовательские интересы… мне удалось сформулировать теорию функциональной системы, показав, что системный подход является наиболее прогрессивным для решения физиологических проблем».
С переходом в 1935 году с частью сотрудников в Москву в Всесоюзный институт экспериментальной медицины (ВИЭМ) организует здесь отдел нейрофизиологии, ряд исследований которого осуществлялся совместно с отделом микроморфологии, руководимым Б. И. Лаврентьевым, и клиникой неврологии М. Б. Кроля.
С 1938 года по приглашению Н. Н. Бурденко одновременно руководит психоневрологическим сектором Центрального нейрохирургического института, где занимается разработкой теории нервного рубца. К этому же времени относятся его совместные работы с клиникой А. В. Вишневского по вопросам новокаиновой блокады.
С началом Великой Отечественной войны осенью 1941 года вместе с ВИЭМ эвакуируется в Томск, где назначается руководителем нейрохирургического отделения травм периферической нервной системы. Позже результаты довоенных теоретических исследований и нейрохирургического опыта были обобщены П. К. Анохиным в монографии «Пластика нервов при военной травме периферической нервной системы» (1944), а также легли в основу сформулированной им теории нервного рубца.
В 1942 году возвращается в Москву и назначается заведующим физиологической лабораторией в Институте нейрохирургии. Здесь, наряду с консультациями и операциями, совместно с Н. Н. Бурденко продолжает исследования по хирургическому лечению военной травмы нервной системы. Результатом этих работ явилась их совместная статья «Структурные особенности боковых нервов и их хирургическое лечение». В это же время был избран профессором на кафедру физиологии Московского университета.
В 1944 году на базе отдела нейрофизиологии и лабораторий ВИЭМ был организован Институт физиологии незадолго до этого учрежденной Академии медицинских наук СССР, куда П. К. Анохин был назначен заведующим отделом физиологии нервной системы (и одновременно в разные годы исполнял функции заместителя директора по научной работе (1946) и директора института). В 1947 году возглавил кафедру нормальной физиологии Московского медицинского института Министерства здравоохранения РСФСР вместо репрессированного В. В. Парина.
Осенью 1950 года на известной научной сессии, посвященной проблемам физиологического учения И. П. Павлова, критике подверглись новые научные направления, развиваемые учениками физиолога Л. А. Орбели, И. С. Бериташвили и А. Д. Сперанским и другими. Острое неприятие вызвала теория функциональных систем Анохина.
Профессор Э. А. Асратян: … Когда с отдельными антипавловскими недомыслиями выступают … Штерн, Ефимов, Бернштейн и им подобные лица, не знающие ни буквы, ни духа учения Павлова, это не так досадно, как смешно. Когда с антипавловскими концепциями выступает такой знающий и опытный физиолог как И. С. Бериташвили, который не является учеником и последователем Павлова, то это уже досадно. Но когда ученик Павлова Анохин под маской верности своему учителю систематически и неотступно стремится ревизовать его учение с гнилых позиций лженаучных идеалистических «теорий» реакционных буржуазных ученых, — то это по меньшей мере возмутительно…
В результате П. К. Анохин был отстранен от работы в Институте физиологии и направлен в Рязань, где до 1952 года заведовал кафедрой нормальной физиологии Рязанского медицинского института им. акад. И. П. Павлова.
С 1953 год по 1955 год заведует кафедрой физиологии и патологии высшей нервной деятельности Центрального института усовершенствования врачей в Москве.
В 1955 году — профессор кафедры нормальной физиологии 1-го Московского медицинского института имени И. М. Сеченова. В это время им были сформулированы теория сна и бодрствования, биологическая теория эмоций, предложена оригинальная теория голода и насыщения, получила завершенный вид теория функциональной системы, дана новая трактовка механизма внутреннего торможения, отраженная в монографии «Внутреннее торможение как проблема физиологии» (1958).
Вот характеристика К. К. Платонова (психолога), который был лично знаком с П. К. Анохиным:

Пётр Кузмич был одним из тех, близость с кем убеждала, что способности человека, выраженные до уровня таланта, становятся его характером. Он был по характеру и убеждениям физиологом с большой буквы. Его увлечение наукой было столь велико, что дошло до абсурда: он выбыл из рядов партии, перестав платить членские взносы, искренне считая, что партийная работа отвлекает его от научной.
— Платонов К. К. Мои личные встречи на великой дороге жизни. Воспоминания старого психолога. — 2005. — ИП РАН. — С. 244.
Научную работу П. К. Анохин сочетал с педагогической деятельностью, а также был организатором и в течение ряда лет бессменным руководителем Горьковского отделения Всесоюзного общества физиологов, биохимиков и фармакологов, членом правления Всесоюзного физиологического общества имени И. П. Павлова, в конце 1960-х годов — создателем международного семинара по теории функциональных систем, а в 1970—1974 гг. — председателем Московского физиологического общества, основателем и первым главным редактором журнала «Успехи физиологических наук» (1970 год), членом редколлегий ряда отечественных и зарубежных журналов, редактором раздела «Физиология» второго издания Большой медицинской энциклопедии и членом редакционной коллегии её третьего издания.
Последней опубликованной работой при жизни Анохина стал «Системный анализ интегративной деятельности нейрона» (1974 год), где были сформулированы основные идеи о внутринейрональной переработке информации.

Могила П. К. Анохина на Новодевичьем кладбище

П. К. Анохин скончался 5 марта 1974 года в Москве, похоронен на Новодевичьем кладбище.

## Семья
- Жена — Анастасия Петровна Анохина (1902—1993), доктор медицинских наук.
- Дочь — Ирина Петровна Анохина (род. 24 мая 1932), нарколог, профессор (с 1981), действительный член Российской академии медицинских наук (с 1995 года).
- Внук — Константин Владимирович Анохин (род. 1957), российский учёный, нейробиолог, профессор, академик РАН (с 2019).

## Работы
- Проблема центра и периферии в физиологии нервной деятельности. — Горький, 1935.
- От Декарта до Павлова. Триста лет теории рефлекса. — М., 1945.
- Системогенез как общая закономерность эволюционного процесса // Бюлл. эксп. биол. и мед. — 1948. — № 8. — Т. 26. — С. 81—99.
- Иван Петрович Павлов. Жизнь, деятельность и научная школа. — М., 1949.
- Проблемы высшей нервной деятельности. — М., 1949.
- Общие принципы компенсации нарушенных функций и их физиологическое обоснование. — М., 1955.
- Внутреннее торможение как проблема физиологии. — М., 1958.
- Биология и нейрофизиология условного рефлекса. — М., 1968.
- Принципиальные вопросы общей теории функциональных систем. — М., 1971.
- Системный анализ интегративной деятельности нейрона // Успехи физиологических наук. — 1974. — № 5. — Т. 5. — С. 5—92.
- Очерки по физиологии функциональных систем. — М., 1975.
- Избранные труды. Философские аспекты теории функциональной системы. — М., 1978.
- Избранные труды. Системные механизмы высшей нервной деятельности. — М., 1979.
- Узловые вопросы теории функциональных систем. — М., 1980.

## Награды
- В 1945 году избран действительным членом Академии медицинских наук СССР, в 1966 году — действительным членом Академии наук СССР.
- В 1966 году награждён орденом Ленина и орденом Трудового Красного Знамени «за большие заслуги в области охраны здоровья советского народа и в развитии медицинской науки и медицинской промышленности».
- В 1967 году Президиумом АН СССР награждён Золотой медалью имени И. П. Павлова за разработку системного подхода в изучении функциональной организации мозга.
- В 1972 году Анохину присуждена Ленинская премия за монографию «Биология и нейрофизиология условного рефлекса», опубликованную в 1968 году.

## Память

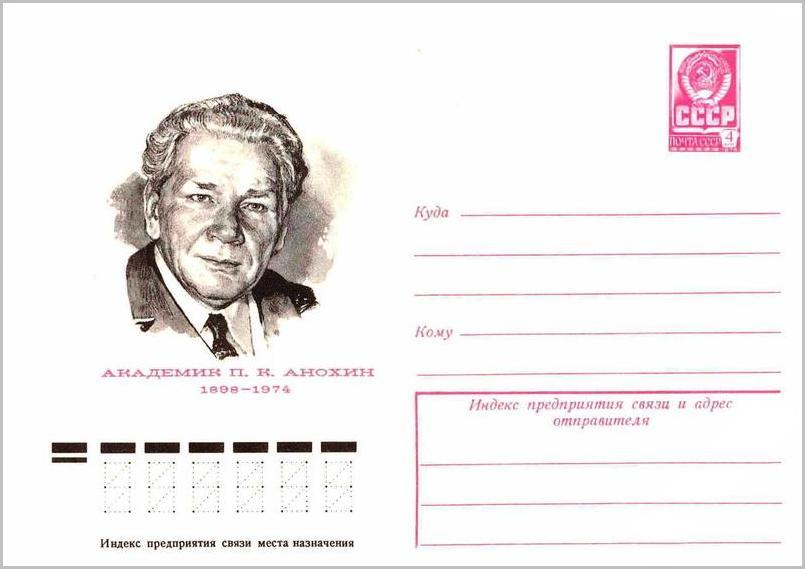
Художественный маркированный конверт СССР, посвящённый академику П. К. Анохину, 1977

- Имя Анохина носит созданный в 1974 году НИИ нормальной физиологии Академии медицинских наук СССР (ныне НИИ нормальной физиологии им. П. К. Анохина РАМН), на одном из его зданий (Москва, Моховая улица, дом 4, строение 11) установлена мемориальная доска.
- Именем Анохина в 1980 году названа улица в Москве (район Тропарёво-Никулино).
- В 1974 году Академия медицинских наук учредила премию имени Анохина за лучшие работы по нормальной физиологии.
- В 1977 году Министерство связи СССР выпустило художественный маркированный конверт, посвящённый П. К. Анохину.